# Miopsalis sabah
Miopsalis sabah is een hooiwagen uit de familie Stylocellidae. De originele naamcombinatie (protoniem) was Stylocellus sabah Shear, 1993.